# Rhynchorhamphus
Rhynchorhamphus là một chi cá trong họ cá lim kìm (Hemiramphidae)

## Các loài
Hiện hành có 04 loài được ghi nhận trong chi này
- Rhynchorhamphus arabicus Parin & Shcherbachev, 1972 (Arabian flyingfish)
- Rhynchorhamphus georgii (Valenciennes, 1847) (Long-billed halfbeak)
- Rhynchorhamphus malabaricus Collette, 1976 (Malabar halfbeak)
- Rhynchorhamphus naga Collette, 1976